# Centrale nucléaire de Tarapur
La centrale nucléaire de Tarapur est située à Tarapur, Maharashtra (Inde).
L'exploitant est la compagnie Nuclear Power Corporation of India Ltd. Il s'agit actuellement de la plus vieille centrale nucléaire en fonctionnement au monde (53 ans en 2022).

## Centrale n°1
La première centrale de 320 MW a été construite par Bechtel et General Electric dans le cadre d'un protocole signé en 1963 entre l'Inde, les États-Unis et l'AIEA. 
Cette centrale comprend deux réacteurs à eau bouillante (REB) de 160 MW chacun, qui sont les premiers qui ont été construits en Asie, les travaux ayant débuté en 1964 et la mise en service en 1969.

## Centrale n°2
À partir de mars 2000, une nouvelle centrale a été construite par des sociétés indiennes L & T et Gammon. Elle est constituée de deux réacteurs à eau lourde pressurisée (PHWR) de 540 MW chacun. Il s'agit de la centrale la plus importante installée en Inde. Elle a été construite en 6 ans, la mise en service du premier réacteur s'est produite en 2005 et celle du second en 2006.
L'Inde, qui sort de 34 ans d'embargo, a reçu le 14 avril 2009 sa première livraison d'uranium de la compagnie russe TVEL. Les 30 tonnes de combustible ont été fournies afin d'alimenter la centrale de Tarapur qui n'était opérationnelle qu'à 50 % de ses capacités. L'arrivage devrait permettre d'augmenter la production de 150MWe

## Accidents
La centrale de Tarapur a officiellement connu 2 accidents nucléaires en 1989 et 1992  :
- Le 10 septembre 1989 s'est produit une fuite d'iode radioactive, les réparations ont duré une année et coûté environ 78 millions de dollars.
- Le 13 mai 1992, un réacteur nucléaire de Tarapur a relâché une quantité anormale de radioactivité en raison d'un dysfonctionnement.

## Documentaire
Un documentaire indien dénommé High Power a été tourné sur l'histoire de la centrale de Tarapur. Il présente le point de vue de paysans qui ont joyeusement donné leurs terres fertiles pour la centrale, puis n'ont pas pu subvenir à leurs besoins élémentaires. Le réalisateur Pradeep Indulkar a obtenu le prix Uranium à Rio de Janeiro en mai 2013.